# Holguín
Holguín là một khu tự quản và thành phố tỉnh lỵ của tỉnh Holguín, Cuba.
Hoguín được thành lập với tên gọi San Isidoro de Holguín năm 1545, và được đổi tên theo người lập nên nó là García de Holguín, một sĩ quan quân đội Tây Ban Nha. Trước năm 1976, Holguin thuộc tỉnh Oriente.

## Chú thích

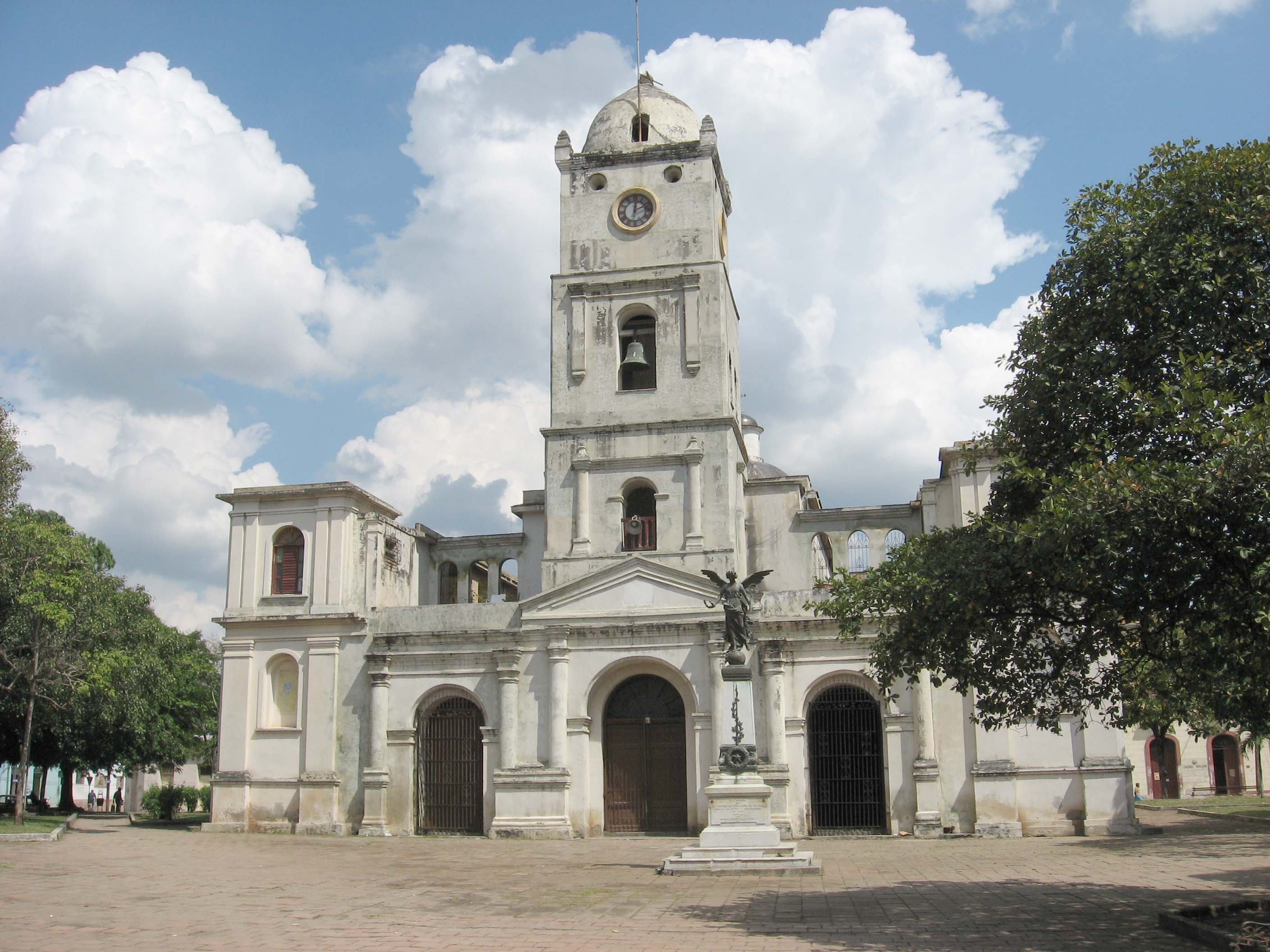
Nhà thờ San José